# Ахиезер, Александр Самойлович
Благодаря Ахиезеру, можно говорить о становлении российской культурологии как самостоятельной науки.
Алекса́ндр Само́йлович (Самуилович) Ахие́зер (29 сентября 1929, Москва — 12 октября 2007, Москва) — российский социальный философ и культуролог. Доктор философских наук. Известен своей социокультурной концепцией истории России.

## Биография
Родился в Москве в интеллигентной семье. Отец, выпускник юридического факультета Киевского университета, был сотрудником редакции газеты «Правда»; владел многими иностранными языками и некоторое время работал в Германии. В военные годы Саша и его мать находились в эвакуации: сначала в одном из уральских колхозов, а затем в Васильсурске.
После окончания факультета экономики сельского хозяйства Московского государственного экономического института Госплана СССР (1953) Александр работал председателем плановой комиссии Заокского райисполкома Тульской области, а затем — начальником планово-финансового отдела НИИ сельского строительства. В 1960—1962 годах он обучался на вечернем отделении факультета по математическим методам планирования Московского инженерно-экономического института.
Работая в НИИ градостроительства АСА СССР (1962—1968), он в то же время получал послевузовское образование по двум специальностям: «народнохозяйственное планирование» (аспирантура НИИ Госплана СССР) и «философия» (окончил аспирантуру в 1967 году, с защитой кандидатской диссертации «Практика — социальная форма движения»).
После защиты стал сотрудником НИИ теории, истории и перспективных проблем советской архитектуры, а с 1969 года — Института международного рабочего движения АН СССР
В 1991 году вышло трёхтомное философско-социологическое издание «Россия: критика исторического опыта (социокультурная динамика России)», которому учёный посвятил годы упорного труда. До этого его работы относились к совершенно иной тематике: «теория урбанизации, социальная экология, математические методы в градостроительстве». Один из рецензентов книги, И. Г. Яковенко, назвал её «таблицами Менделеева» русской культуры.
В последние годы жизни был ведущим научным сотрудником Института народнохозяйственного прогнозирования РАН (работал в Центре демографии и экологии человека с 1991 года). В 1998 году защитил докторскую диссертацию по специальности «философия» в форме научного доклада «Методология социокультурного исследования переходных процессов: на материале России».
В 1990-х годах семинары А. С. Ахиезера были «фокусом притяжения» для наиболее одарённых отечественных исследователей российского общества и культуры. Стенограммы их заседаний регулярно печатались в журнале «Рубежи».
Похоронен в Малаховке (Московская область).

### Семья
Первая жена — заслуженный учитель школы РСФСР Изольда Юльевна Ахиезер: дочери Елена и Ольга.
Вторая жена — Сусанна Яковлевна Матвеева, сотрудник Института философии РАН, соавтор А. С. Ахиезера.

## Научная деятельность
… Александр Ахиезер умел ставить обществу безошибочные диагнозы. Высочайший профессионал в своём ремесле политолога и культуролога, Александр Ахиезер более всего в жизни ненавидел дилетантизм – и в науке, и в политике. У тех, кто остался, ещё есть шанс прочитать и понять его мудрые книги.
А. С. Ахиезер — автор более 500 научных статей и около 20 книг. Самые известные труды учёного — «Россия: критика исторического опыта» (1991) и «История России: конец или новое начало?» (2005).
Ввёл ряд новых культурологических и социологических терминов, «превратил некоторые общеизвестные научные метафоры в научные понятия». Выдвинул концепцию социокультурной эволюции, осуществляющейся по спирали, и описал стадии развития нравственного идеала, преобладающего в обществе: «синкретизм» — «умеренный утилитаризм» — «развитый утилитаризм» — «либеральный нравственный идеал».
Книга «Россия: критика исторического опыта (социокультурная динамика России)»
Первый вариант рукописи этой книги (более 1000 машинописных страниц), к работе над которой А. С. Ахиезер приступил ещё в 1974 году, был изъят сотрудниками КГБ (1982). В годы перестройки книга была написана заново и вышла в трёх томах в 1991 году, вызвав широкий резонанс в научной среде.
Книга «История России: конец или новое начало?»
В 2005 году вышла научно-популярная книга «История России: конец или новое начало?», в которой проведён системный анализ истории и социокультурного развития России.
На раннем этапе, работая совместно с Л. Б. Коганом и О. Н. Яницким, внёс значительный вклад в отечественную урбанологию, или урбанистику, и, в частности, в теорию урбанизации.

## Основные труды
Книги
- Ахиезер А. С. Научно-техническая революция и некоторые социальные проблемы производства и управления. — М.: Наука, 1974. — 309 с.
- Ахиезер А. С. Россия: критика исторического опыта (социокультурная динамика России). — Новосибирск: Сибирский хронограф, 1998. — Т. 1. От прошлого к будущему. — 804 с. — Первое издание трёхтомника вышло в 1991 г. (Москва: Философское общество СССР)[3]
- Ахиезер А. С. Социально-культурные проблемы развития России. — М.: Ин-т науч. информации по обществ. наукам РАН, 1992. — 82 с.
- Ахиезер А. С. Россия: критика исторического опыта (социокультурная динамика России). — Новосибирск: Сибирский хронограф, 1998. — Т. 2. Теория и методология. Словарь. — 600 с.
- Ильин В. В., Панарин А. С., Ахиезер А. С. Реформы и контрреформы в России. — М.: Изд-во МГУ, 1996. — 400 с. — 3000 экз. — ISBN 5-211-03734-0.
- Ильин В. В., Ахиезер А. С. Российская государственность: истоки, традиции, перспективы. — М.: Изд-во МГУ, 1997. — 384 с. — (Теоретическая политология, мир России и Россия в мире). — ISBN 5-211-03762-6.
- Ахиезер А., Клямкин И., Яковенко И. История России: конец или новое начало? / 2-е изд., испр. и доп. — М.: Новое издательство, 2008. — 464 с. — ISBN 978-5-98379-099-5.

Статьи
Двухэтапный крах государственности в 1917 г., ставший национальной катастрофой, объяснялся вовсе не заговором или «всеобщим восстанием угнетённых», но прежде всего тем, что основная масса населения отхлынула от существующей власти, отказала ей в ресурсах (как духовных, так и материальных), перестала рассматривать себя в качестве субъекта жизни большого общества.
- Ахиезер А. С., Коган Л. Б., Яницкий О. Н. Урбанизация, общество и научно-техническая революция // Вопросы философии. — 1969. — № 2.
- Ахиезер А. С., Ильин П. М. Задачи разработки социальных оценок территории в условиях научно-технической революции. // Известия АН СССР, сер. геогр., 1975, № 1.

- Ахиезер А. С. Культура и социальные отношения // Перестройка общественных отношений и противоречия в культуре. — М., 1989.
- Ахиезер А. С., Матвеева С. Я. Гуманизм как элемент культуры // Общественные науки. — 1990. — № 2.
- Ахиезер А. С. Критические пороги социальных систем // Общественные науки и современность. — 1992. — № 1. — С. 45—54.
- Ахиезер А. С. Россия как большое общество // Вопросы философии. — 1993. — № 1.
- Ахиезер А. С. Культурные основы этнических конфликтов // Общественные науки и современность. — 1994. — № 4. — С. 115—126.
- Ахиезер А. С. Динамика нравственности как основа прогноза // Куда идет Россия? Альтернативы общественного развития  / Под общ. ред.Т. И. Заславской. — М.: Интерпракс, 1994. — С. 219—222.
- Ахиезер А. С. Возможность прогноза социокультурной динамики России // Куда идет Россия? Альтернативы общественного развития  / Под общ. ред. Т. И. Заславской. — М.: Интерпракс, 1994. — С. 287—292.
- Ахиезер А. С. Эмиграция как индикатор состояния российского общества // Мир России. — 1999. — Т. 8, № 4. — С. 163—174.
- Ахиезер А. С. Диалектика урбанизации и миграции в России // Общественные науки и современность. — 2000. — № 1. — С. 78—89.
- Ахиезер А. С. Между циклами мышления и циклами истории // Общественные науки и современность. — 2002. — № 3. — С. 122—132.
- Ахиезер А. С., Гольц Г. А. Неэффективность решений как фактор дезорганизации общества (на примере транспортной системы России) // Общественные науки и современность. — 2003. — № 6. — С. 41—50.
- Ахиезер А. С. Миграция в российской истории // «Полития». — 2004. — № 4. — С. 69—76.